# 2036年夏季オリンピック
2036年夏季オリンピックは、2036年夏に開催予定の夏季オリンピック。

## 開催を検討している、あるいは検討していた国

### 招致を目指している国
ポーランド、インドネシア
、トルコ
、エジプト、インド、ドイツ、大韓民国。

### 関心を寄せている国
中華人民共和国、カタール、南アフリカ。

### 関心を寄せていたが、招致を断念した国
メキシコ。